# Protocolo de Puerto España
El Protocolo al Acuerdo para resolver la controversia entre Venezuela y el Reino Unido de Gran Bretaña e Irlanda del Norte sobre la frontera entre Venezuela y Guayana Británica firmado en Ginebra el 17 de febrero de 1966 denominado popularmente como Protocolo de Puerto España fue un tratado internacional multilateral firmado, por Guyana, Reino Unido y Venezuela, el 18 de junio de 1970 en la capital de Trinidad y Tobago. El tratado, que nunca logró su ratificación por Venezuela, es conocido también como protocolo al Acuerdo de Ginebra de 1966.

## Antecedentes
El conflicto limítrofe inicialmente entre Venezuela y Reino Unido y posteriormente entre Venezuela y Guyana, cuando este último país dejó de ser la colonia de Guayana británica y accedió al estatus de nación independiente el 26 de mayo de 1966, se reactiva luego de la denuncia de Venezuela en la ONU en 1962 de desconocer el Laudo Arbitral de París que configuró una frontera cientos de kilómetros al oeste del río Esequibo en un territorio considerado como propio pero ocupado y usurpado progresivamente por los ingleses. 

## Una iniciativa venezolana ante el fracaso de la Comisión Mixta (1966-1970)
Cumpliendo con el procedimiento establecido en el Acuerdo de Ginebra de 1966, se estableció una "Comisión Mixta", integrada por 4 representantes: por la parte guyanesa, Donald Jackson y Muhamed Shahabudeen y, por la venezolana, Luis Loreto Hernández, Gonzalo García Bustillos (Luis Herrera Marcano fungió como el Secretario Ejecutivo).  
Después que los miembros de la Comisión Mixta celebraran 16 reuniones –durante el plazo estipulado en el Acuerdo de Ginebra de cuatro años– sin lograr ponerse de acuerdo sobre una solución al conflicto, el gobierno de Rafael Caldera se planteó, en febrero de 1970, la necesidad de establecer “un diferimiento razonable” de la aplicación del artículo IV del Acuerdo de Ginebra de 1966; la paternidad del origen de esa iniciativa de diferimiento se la atribuyeron, públicamente en declaraciones de  prensa, el entonces canciller venezolano, Arístides Calvani así como el historiador y religioso jesuita Hermann González Oropeza (1922-1998) quien era asesor de la Dirección de Fronteras de la cancillería de Venezuela. La idea surgió fuera de las deliberaciones de la "Comisión Mixta".

## Finalidad del Tratado negociado en Trinidad y Tobago
A partir del 9 de marzo de 1970, comenzó la negociación diplomática para concretar la idea venezolana de “un diferimiento razonable”  del artículo IV del Acuerdo de Ginebra de 1966; las conversaciones se realizaron en Puerto España, capital de Trinidad y Tobago, bajo los buenos oficios de su primer ministro Eric Eustace Williams. Por Venezuela se nombraron, como comisionados y fuera de la "Comisión Mixta", a Marcial Pérez Chiriboga, por la cancillería venezolana, Román Rojas Cabot, embajador venezolano en Guyana y el asesor Luis Herrera Marcano. Por Guyana, participaron en  las negociaciones el canciller guyanés, R. Collins, el procurador general, Muhamed Shahabudeen y el encargado de negocios guyanés en Venezuela.
La finalidad del texto final negociado, en inglés y español, bajo la denominación de "Protocolo al Acuerdo para resolver la controversia entre Venezuela y el Reino Unido de Gran Bretaña e Irlanda del Norte sobre la frontera entre Venezuela y Guayana Británica firmado en Ginebra el 17 de febrero de 1966" y contentivo de seis artículos, fue suspender durante un plazo de 12 años, renovable por otros años y a conveniencia de las partes, la aplicación del artículo IV del Acuerdo de Ginebra de 1966; informalmente y por prensa se difundió que el tratado "congelaría" las conversaciones entre ambas partes sobre el conflicto limítrofe por la zona de la Guayana Esequiba, territorio de una extensión territorial de 159 500 kilómetros cuadrados más el aérea dentro de los límites marinos y submarinos que dicha zona proyecta, que es reclamado por Venezuela y está bajo la ocupación y administración de Guyana y la República Cooperativa de Guyana asegura le corresponde legalmente en cumplimiento del Laudo Arbitral de París de 1899.

## Firma del Protocolo en Trinidad y Tobago, 1970
El Protocolo de Puerto España se suscribió, en la capital de Trinidad y Tobago, el 18 de junio de 1970. El texto fue firmado, en representación de la República Cooperativa de Guyana, por Shridath S. Ramphal, Ministro de Estado; por el Gobierno del Reino Unido de Gran Bretaña e Irlanda del Norte, lo firmó R. C. C. Hunte, Alto Comisionado británico en Trinidad y Tobago, y por el Gobierno de Venezuela lo suscribió Arístides Calvani, Ministro de Relaciones Exteriores.
En este Protocolo, o Tratado multilateral, se estableció la suspensión por doce años de los artículos I y IV del Acuerdo de Ginebra de 1966, que establecían la contención de Venezuela sobre el Tratado de 1899 sobre los límites de Guyana y Venezuela, así como la aplicación del artículo 33.º de la Carta de las Naciones Unidas, respectivamente. La Comisión Mixta que terminó sus funciones el 16 de febrero de 1970 después de los cuatro años de funcionamiento, entregó formalmente su Informe Final el 18 de junio de 1970 y en la misma fecha de la firma del Protocolo de Puerto España.

## La improbación legislativa del Protocolo de Puerto España por Venezuela
La legislación venezolana es distinta a la de los países que prevén una aprobación de los Acuerdos o Tratados Internacionales sólo por el poder ejecutivo; por el contrario, exige su aprobación legislativa o ratificación como expresión inequívoca de la intención del Estado, de obligarse, observar y aplicar, nacional e internacionalmente, sus artículos y disposiciones.  
El 22 de junio de 1970, cumpliendo el artículo 128 de la Constitución de Venezuela de 1961, el gobierno de Rafael Caldera remitió al Congreso venezolano el anteproyecto de Ley Aprobatoria del Protocolo de Puerto España acompañado de su exposición de motivos o justificación. La Comisión de Política Exterior de la cámara del Senado venezolano examinó el texto y la justificación para su firma. El gobierno de Rafael Caldera justificó la propuesta de la suspensión del Artículo IV del Acuerdo de Ginebra de 1966 en la intransigencia y prácticas dilatorias guyanesas; se afirmaba, además, que la parte guyanesa se oponía a discutir en la "Comisión Mixta" una propuesta venezolana de cooperación económica para el desarrollo de Guyana como parte del proceso de solución del conflicto. Después de analizar el texto del Protocolo de Puerto España del 18 de junio de 1970, la Comisión de Política Exterior del Senado lo rechazó por ser lesivo a los intereses venezolanos y su reclamación territorial; en las conclusiones de su informe final, solicitó a las dos cámaras del Congreso que se rechazara el anteproyecto de Ley aprobatoria del Protocolo de Puerto España de 1970. Un acuerdo entre los partidos Copei y AD para no asistir a las reuniones de la Comisión de Política Exterior que votaría la aprobación del informe final de la Comisión del Senado provocó que se archivara el Proyecto de Ley del Protocolo de Puerto España. Por esa razón, el Protocolo de Puerto España de 1970, como instrumento internacional, nunca fue aceptado ni aprobado por el Congreso Nacional venezolano dominado, entonces, por el partido de oposición socialdemócrata Acción Democrática (AD); su rechazo también fue expresado por otros partidos y fuerzas políticas como URD, el PCV, el buró político del FDP y del Comando Nacional del MEP así como de su líder Luis Beltrán Prieto Figueroa. 
Varios sectores de Venezuela calificaron la firma del Protocolo de Puerto España como “una traición a la patria”; específicamente, se acusaba al primer gobierno de Rafael Caldera de haber suscrito ese acuerdo internacional de manera inconsulta así como por "congelar", arbitrariamente, la reclamación territorial de Venezuela sobre la Guayana Esequiba.
A diferencia del Protocolo de Puerto España de 1970 que se quedó esperando su ratificación, el Acuerdo de Ginebra de 1966 si había sido aprobado en el Congreso Nacional venezolano, por mayoría, el 13 de abril de 1966; su texto se publicó en Gaceta Oficial No. 2008 del 15 de abril de 1966, es decir, se convirtió en Ley de aplicación obligatoria a nivel nacional e internacional.  

### Efectos de la improbación legislativa del Protocolo de Puerto España
Al carecer de aprobación legislativa, el Protocolo de Puerto España fue constitucionalmente inexistente en la legislación de Venezuela; carecía de validez y alcance jurídico. La desaprobación legislativa provocó que Venezuela incumpliera, legalmente, el procedimiento previsto en Acuerdo de Ginebra de 1966 que se activó a continuación del agotamiento y fracaso del mecanismo de negociación, de cuatro años, previsto a través de la Comisión Mixta. 
A pesar de ese incumplimiento y la improbación legislativa, las tres administraciones que se sucedieron durante el plazo que contemplaba la validez inicial del proyecto del Protocolo de Puerto España, lo observaron, internacionalmente, como si fuera legal y lo reinterpretaban o justificaban, simbólicamente como válido, con intenciones nacionalistas y populistas, para la audiencia local venezolana. 
La improbación legislativa también disminuyó la percepción de seriedad y capacidad negociadora de las gestiones de los presidentes Rafael Caldera, Carlos Andrés Pérez y Luis Herrera Campíns ante Guyana.

### Otras improbaciones legislativas de Tratados Internacionales por el Congreso venezolano
No era la primera vez que el cuerpo legislativo venezolano se negaba a aprobar un tratado negociado por el ejecutivo y le restaba validez. Ya había sucedido algo similar con el Tratado de amistad, alianza, comercio, navegación y límites o Tratado Michelena-Pombo, del 14 de diciembre de 1833. Una vez que el Tratado fuera aprobado, en 1834, por el Congreso neogranadino (actual Colombia), su texto fue presentado al Congreso venezolano en 1835; la comisión parlamentaria encargada de analizarlo, presentó en varias oportunidades sus informes desfavorables por lo que su aprobación final fue abandonada en 1840. 
Otro caso de improbación legislativa se presentó en relación con los Protocolos de Washington de febrero y mayo de 1903, firmados con el Imperio Alemán, el Reino Unido de Gran Bretaña e Irlanda y el Reino de Italia para solucionar el bloqueo marítimo de las costas de los Estados Unidos de Venezuela –desde el 9 de diciembre de 1902 al 13 de febrero de 1903– y determinar el monto del pago de las deudas pendientes y de las reclamaciones de sus nacionales. Esos tratados internacionales que fueron negociados por del enviado diplomático estadounidense Herbert Wolcottz Bowen, actuando en representación de Venezuela, tampoco fueron “aprobados” por el Congreso venezolano de la época por haberse negociado en una situación imprevista y anormal; sin embargo, el 23 de marzo de 1903 y para salvar su responsabilidad, el Congreso si acordó  prescindir la tramitación constitucional vigente sobre tratados y facultó al Ejecutivo Federal del gobierno de Cipriano Castro (1899-1908) para que los pusiera en curso; dicha decisión permitió el pago, una vez verificadas por unas comisiones mixtas y con cargo a los ingresos de las aduanas venezolanas, de las deudas públicas pendientes así como de las reclamaciones por reparaciones de guerra y daños formuladas por los súbditos de las potencias bloqueadoras –Alemania, Reino Unido e Italia– y de las reclamantes –los Estados Unidos, México, Francia, Países Bajos, Bélgica, España y Suecia-Noruega–.

## La aprobación legislativa del Protocolo de Puerto España por Guyana
El 18 de junio de 1970, el primer ministro guyanés, Forbes Burnham, informó al parlamento de su país sobre la firma del Protocolo de Puerto España. El 21 de junio de 1970 y desde la oposición, el líder del Partido Progresista del Pueblo (PPP), Cheddi Jagan, manifestó, que si su organización política lograba acceder al poder, desconocería al Protocolo de Puerto España; argumentó que ese tratado favorecía el mantenimiento del status quo y que Venezuela continuara su reclamo espurio sobre el territorio guyanés así como sus operaciones dentro del sistema interamericano. El PPP mantenía que la disputa debía ser ventilada en la ONU. El canciller Shridath Ramphal ya había negado que el gobierno hubiese entablado conversaciones para una asociación con Venezuela, los Estados Unidos y Canadá para el desarrollo de algún territorio de Guyana.   
El 22 de junio de 1970, el gobierno guyanés logró la aprobación legislativa del Protocolo a pesar de las objeciones del Partido Progresista del Pueblo. La ratificación legislativa guyanesa del Protocolo de Puerto España de 1970 fue depositado en la ONU el 19 de noviembre de 1971, bajo el n.º 11410. Venezuela nunca pudo realizar su registro de ratificación.

## Rechazo y usos políticos del Protocolo de Puerto España en Venezuela
A nivel genérico, el tema fronterizo, incluido en una categoría de seguridad social, civil y nacional, fue expuesto en una proporción poco significativa en los mensajes anuales de los presidentes Rafael Caldera (0,13/1), Carlos Andrés Pérez (0.05/1) y Luis Herrera Campíns (0.11/1). Los temas que recibieron mayor atención fueron los relativos al desarrollo y la dependencia económicos, las finanzas públicas, el perfeccionamiento del sistema democrático, y petróleo.
A nivel específico, durante la primera administración Rafael Caldera, el tema de la seguridad, donde se incluía el fronterizo, se vinculó a la "pacificación interna" y el estímulo al poblamiento de algunas zonas fronterizas terrestres. Mientras el asunto del Esequibo era “congelado” con el Protocolo de Puerto España, el diferendo con Colombia fue objeto de negociaciones infructuosas en Roma.  
En la conferencia de prensa número 58, del 25 de junio de 1970, a escasos 7 días después de la firma del “Protocolo de Puerto España”, dedicada a justificarlo y objetar los “numerosos comentarios y las manifestaciones de política partidista” que suscitó su rúbrica, el presidente Rafael Caldera presentó por vez primera su interpretación política del tratado como un “modus vivendi”, es decir, carente de legalidad pero que se cumplía o acataba como si lo fuera. Todavía con la esperanza de lograr su aprobación legislativa, el presidente Caldera comparó, a manera de advertencia, el Protocolo de Puerto España con la suerte corrida por el Tratado Pombo-Michelena de diciembre de 1833 que nunca fue aprobado a pesar de beneficiar al país. 
Al final de su primera administración, el presidente Rafael Caldera intentó contrarrestar, políticamente, el desprestigio que le perseguía por nunca lograr la aprobación legislativa del Protocolo de Puerto España; en su último discurso ante el Congreso Nacional le asignó la virtud de haber proyectado una imagen afable del país entre sus vecinos caribeños y favorecer el ingreso en el Banco del Caribe.
El tema de la identidad nacional se expuso durante las administraciones de Carlos Andrés Pérez y Luis Herrera Campíns; fue vinculado al Protocolo de Puerto España y al rechazo a los acuerdos de Delimitación de áreas marinas y submarinas en el Golfo de Venezuela con Colombia.
Al analizar el adormecimiento del Protocolo de Puerto España en el Congreso, el historiador Donís Ríos afirmó que “ni en el período de gobierno de Rafael Caldera, ni durante el de Carlos Andrés Pérez […] (se) ‘quiso que el Congreso se pronunciara sobre él, ni a favor ni en contra’”.
En mayo de 1981 y después de anunciado el simbólico rechazo a la extensión de la validez del Protocolo de Puerto España, líderes de los partidos de izquierda venezolana –Rafael Elino Martínez del MAS, Jesús Paz Galarraga del MEP, Américo Martín del MIR, Radamés Larrazabal del PCV, José Vicente Rangel de Nueva Alternativa,  García Ponce de Vanguardia y David Nieves por Liga Socialista– expresaron su descontento con la política fronteriza y coincidieron en exhortar al gobierno de Luis Herrera Campíns a que realizara esfuerzos para recuperar el territorio en disputa.
La interpretación oficial durante la administración de Hugo Chávez Frías (1999-2013) tampoco se alejó de la visión de Rafael Caldera sobre la validez del Protocolo de Puerto España como un “modus vivendi".

## Relaciones bilaterales (1970-1982)
La “suspensión” o "congelación" del Acuerdo de Ginebra nunca significó la paralización de los intercambios bilaterales entre Venezuela y Guyana. Durante la observación del Protocolo de Puerto España (1970-1982), el tema del Esequibo sólo cambiaba, en apariencia, su posición en la lista de prioridades de los dos países; la dinámica de esa relación bilateral, en el contexto de la Guerra Fría, atrajo hacia la disputa territorial a otros actores regionales e internacionales, como Cuba, Brasil, Estados del Caribe y los Estados Unidos. A partir de 1970 y hasta 1974 y durante el primer gobierno de Rafael Caldera (1969-1974), del partido social cristiano COPEI las relaciones bilaterales entre Venezuela y Guyana se enfriaron pero nunca cesaron los intercambios.
Durante el primer gobierno de Carlos Andrés Pérez (1974-1979), del partido AD, la voladura de un avión cubano que había partido de Guyana en una acción perpetrada –el 6 de octubre de 1976– por individuos portadores de pasaportes venezolanos provocó acusaciones de Guyana contra los EE. UU. Como consecuencia de la pronta reacción de Venezuela, la relación bilateral venezolana-guyanesa fue poco afectada porque se logró apresar a los sospechosos del hecho y se les imputó en un proceso penal militar. Durante la administración de Pérez, el gobierno venezolano le concedió a la República Cooperativista de Guyana una línea de crédito por un monto de 6 millones de dólares, a través de sus fondos en el Banco Interamericano de Desarrollo (BID), para comprar bienes y servicios para un proyecto forestal en el Alto Demerara. 
Con Guyana sólo de firmaron 2 acuerdos multilaterales, en 1976, el Tratado para la Organización Latino Americana de la Energía  (OLADE), el Tratado de Cooperación Amazónica en 1978, las Actas sobre el vencimiento del Protocolo de Puerto España y de las dos visitas oficiales de 1975 (Canciller) y 1978 (presidente). Durante el lapso 1977- 1981, Guyana recibió de Venezuela, en total, 26 millones de dólares en cooperación financiera.
Sólo a partir de 1980, durante el gobierno de Luis Herrera Campíns (1979-1984), del partido social cristiano COPEI, Venezuela comenzó a expresar sus objeciones al financiamiento multilateral que perseguía Guyana para la ejecución del proyecto de construcción de la represa hidroeléctrica del Alto Mazaruni en el territorio del Esequibo.

## La indisposición venezolana a prorrogar el documento simbólico del Protocolo de Puerto España
A pesar de carecer aprobación legislativa y vinculación legal, durante la visita oficial del presidente guyanés, Forbes Burnham, a Caracas el 2 y 3 de abril de 1981, el presidente venezolano, Luis Herrera Campíns manifestó oficialmente y por primera vez, que “no existe ninguna disposición de nuestra parte para prorrogar el Protocolo de Puerto España”.  Durante su visita, el presidente guyanés ya había manifestado que "Guyana no cederá ni un milímetro de su territorio". El 5 de abril, el gobierno de Herrera Campíns descartó el intercambio de petróleo venezolano por azúcar guyanesa.
El 10 de abril de 1981, el canciller venezolano José Alberto Zambrano Velasco comentó la posición del gobierno de Herrera Campíns sobre el alcance jurídico e histórico de la improbación legislativa del documento "Protocolo de Puerto España" así como el rechazo a la construcción, en Guyana, de la represa del Alto Mazaruni 

..."continuar la controversia sobre si debe o no denunciarse el Protocolo de Puerto España; o si se debió o no firmarse hace once años, parece innecesario y aún estéril... tampoco tiene sentido debatir sobre el valor jurídico de dicho instrumento. Si bien es cierto que el artículo 6 dispone que entrará en vigor desde su firma, y que la falta de pronunciamiento formal del Congreso Nacional introduce particularidades específicas en el orden jurídico, no es menos cierto que luce puramente académico e inútil, un ejercicio sobre el alcance jurídico de todos estos aspectos, cuando se han respetado sus disposiciones por casi once años, y  cuando el Presidente de Venezuela ha anunciado que no existe, por nuestra parte, disposición alguna para prorrogar esa situación."

El viernes 18 de junio de 1982, fecha en que formalmente hubiese terminado la validez del "Protocolo de Puerto España", el Canciller José Alberto Zambrano Velasco pronunció un discurso simbólico en el Congreso Nacional que se había negado a aprobarlo 12 años antes.  Durante su discurso, el canciller informó la cancelación del Protocolo de Puerto España y la continuidad del Acuerdo de Ginebra de 1966; se anunció una nueva etapa de negociaciones de tres meses, en cumplimiento de la reactivación del Acuerdo de Ginebra de 1966, y se apeló a la unidad nacional. Asimismo, el canciller Zambrano Velasco culpó a Guyana de incumplimiento ya que ...”En todo momento Venezuela ha enfrentado los intentos de Guyana de evadir el cumplimiento de su obligación de negociar de buena fe.”

## Reacción guyanesa ante la indisposición venezolana a prorrogar el documento simbólico del Protocolo de  Puerto España
La visita oficial del presidente guyanés Forbes Burnham a Venezuela, el 2 y 3 de abril de 1981, tenía por objetivo tratar con el presidente Luis Herrera Campíns tanto la controversia de la Guayana Esequiba así como la inclusión de Guyana en el esquema de cooperación energética venezolana-mexicana en el Caribe o Pacto de San José. Según la visión guyanesa de la visita, su reiterada postura de rechazo a cualquier cesión de su territorio provocó el endurecimiento de la posición venezolana y el rechazo a su petición de asistencia petrolera. Se interpretó el endurecimiento venezolano sobre la disputa territorial como un intento por mantener la coherencia con su política sobre el diferendo con Colombia y como el reflejo del apoyo estadounidense cuyo gobierno ya había expresado, en el clima de la Guerra Fría, su preocupación por el acercamiento creciente entre Guyana y Cuba.
La respuesta oficial guyanesa –al anuncio venezolano sobre el Protocolo de Puerto España y el rechazo a la construcción del proyecto hidroeléctrico del Alto Mazaruni– consistió en acusar a Venezuela de "perseguir ambiciones expansionistas contra un país subdesarrollado". Por otra parte, la oposición guyanesa, la Alianza del Pueblo Trabajador (WPA), consideró que la visita oficial del presidente Burnham a Venezuela estuvo mal organizada y sólo perseguía distraer la atención del país sobre sus asuntos políticos y económicos así como justificar el aumento del gasto gubernamental en las fuerzas de seguridad.
Después de anunciado la "terminación" del Protocolo de Puerto España, en 1982, se expresaron en la prensa oficial de Guyana reacciones contrarias a la figura del presidente Luis Herrera Campíns y se acusó a Caracas de practicar actos de terrorismo económico para desestabilizar e intimidar al gobierno guyanés. El gobierno guyanés emprendió una diplomacia dirigida a lograr el apoyo internacional a su integridad territorial y el fortalecimiento de sus  relaciones bilaterales con Colombia y Brasil; internamente, el gobierno guyanés se lanzó una campaña de incitación a la población a que se preparara ante la amenaza venezolana.
En reacción, Venezuela se opuso, ya oficialmente, al proyecto del Alto Mazaruni y bloqueó las gestiones que realizaba Guyana ante el Banco Mundial para obtener asistencia financiera. A partir de ese momento, el tema del diferendo del Esequibo regresó a ser la prioridad pública de las relaciones bilaterales ahora caracterizadas por intercambios de obstáculos y recriminaciones mutuas: Venezuela bloqueó el ingreso guyanés al Convenio de Cooperación Energética para Centroamérica y el Caribe –Pacto de San José– mientras que Guyana vetó el ingreso venezolano al Movimiento de Países No Alineados.

## El Protocolo de Puerto España en la historiografía venezolana
En la historiografía venezolana, el Protocolo de Puerto España ha recibido numerosas interpretaciones sobre sus orígenes, conveniencia política, legalidad y el testimonio del presidente Rafael Caldera. El asunto de la desaprobación legislativa, sus consecuencias legales y el incumplimiento del Acuerdo de Ginebra de 1966 por parte de Venezuela es pobremente tratado o tergiversado bajo la idea de una "congelación" de la reclamación por 12 años. 
A pesar de las expresas objeciones a la aprobación legislativa del anteproyecto del "Protocolo de Puerto España", formuladas en 1970, por el dirigente político del MEP, Luis Beltrán Prieto Figueroa, según una reseña histórica negacionista de su hijo, publicada en 1997 y durante el segundo gobierno de Rafael Caldera, ese acuerdo internacional entró en vigor en la misma fecha de su suscripción.
En el año 2015 y durante la gestión de la canciller Delcy Rodríguez, se presentó otra interpretación en la publicación oficial del Ministerio del Poder Popular para Relaciones Exteriores titulada "Guayana Esequiba, Historia de un Despojo"; se afirmó, sin respaldo documental histórico, que en 1970 ..."las presiones estadounidenses contra el presidente Rafael Caldera para desconocer su presidencia... el canciller Arístides Calvani firmó lo que se llamó y se aplicó en su momento, el Protocolo de Puerto España, firmado en Trinidad y Tobago el 18 de junio de 1970, 4 años después del Acuerdo de Ginebra". También y desconociendo la desaprobación legislativa del Protocolo de Puerto España, se afirmó que "...congeló la aplicación del Acuerdo de Ginebra por doce años".

## El Protocolo de Puerto España en la Controversia entre Guyana y Venezuela ante la CIJ
A pesar de la fragilidad jurídica del "Protocolo de Puerto España" –debido a su validez sólo para Guyana–, en la sentencia de la Corte Internacional de Justicia, del 18 de diciembre de 2020, mediante la cual se declaró competente para conocer la disputa territorial entre Venezuela y Guyana por la validez del fallo arbitral del 3 de octubre de 1899, uno de los cuatro magistrados que expresaron su opinión disidente, Kirill Gevorgian, lo refiere en su argumentación jurídica como si hubiese sido un tratado internacional, legal y válido, para las tres partes frimantes.    